# Ted Hesselbom
Ted Roger Ingemar Hesselbom, född 1 december 1960 i Malmö, är en svensk museichef, författare och konstnär.
Ted Hesselbom utbildade sig i grafisk design på Konstfack i Stockholm. Sedan 1991 driver han bolaget Hesselboms Universum, som är specialiserad på design, konst, historia och kultur.
Ted Hesselbom blev 2005 styrelseledamot i Statens Museer för Världskultur och har tidigare varit styrelseledamot i bland andra Föreningen Konsthantverkets Vänner och Föreningen Svensk Form. Han var mellan januari 2007 och januari 2013 chef för Röhsska museet i Göteborg. I februari 2013 tillträdde han som chef för Sigtuna museum.
År 2016 hade han en separatutställning på Galleri Charlotte Lund i Stockholm samt en 2023 på Sergelgatans konsthall.
Sedan 2017 har Ted Hesselbom tillsammans med Anna Lihammer givit ut flera deckare och populärvetenskapliga böcker inom ämnet historia. Samtliga på förlaget Historiska media
2023 blev Ted Hesselbom tillsammans med Anna Lihammer Augustnominerad för boken Vikingatider - när världens öppnades. Utgiven av Historiska media. Samma bok blev utnämnd till Årets historiska bok 2023 av nättidningen Svensk historias läsare.